# Dawn Stern
Dawn Stern est une actrice et mannequin américaine née en 1966 dans la base de l'US Air Force de Tachikawa à Tokyo (Japon).

Elle a été élevée à O'Fallon, une petite ville au sud de l'Illinois et a fait ses études au lycée O'Fallon Township High School. Elle a poursuivi des études en communications à l'université d'Edwardsville dont elle resort diplômée. Elle commence une carrière de mannequin en 1992-1993 et commence à avoir des rôles à la télévision.

## Filmographie

### Cinéma
- 1996 : Original Gangstas de Larry Cohen : Princess
- 2002 : On the Edge de Fred Williamson : Suzi Burris
- 2007 : Galore de Tim Kelly : Leah

### Télévision
- 1996 : Women: Stories of Passion (série télévisée) : rôle sans nom
- 1996-1997 : Viper (série télévisée) : Allie Farrow
- 1997 : The Sentinel (série télévisée) : Janet Myers
- 1997-1998 : 413 Hope Street (série télévisée) : Angelica Collins
- 1998 : Beyond Belief: Fact or Fiction (série télévisée) : Florence Wheeler
- 1998 : Ally McBeal (série télévisée) : Jeanette
- 1998 : Diagnostic : Meurtre (Diagnosis: Murder) (série télévisée) : Alana White
- 1999 : Beverly Hills 90210 (série télévisée) : Nancy Walters
- 1999 : Profiler (série télévisée) : rôle sans nom
- 1999 : Premiers secours (Rescue 77) (série télévisée) : Docteur Caulfield
- 1999 : La croisière s'amuse, nouvelle vague (The Love Boat: Next Wave) (série télévisée) : Gabriella
- 1999 : Pacific Blue (série télévisée) : rôle sans nom
- 2000 : The Steve Harvey Show (série télévisée) : Margo Spencer
- 2001 : Freaky Links (série télévisée) : Joy Purdell
- 2001 : Ma famille d'abord (My Wife and Kids) (série télévisée) : Danielle
- 2002 : Any Day Now (série télévisée) : Le procureur
- 2002 : Division d'élite (The Division) (série télévisée) : La collègue de Shelby
- 2002 : Star Trek: Enterprise (Enterprise) (série télévisée) : La femelle Latia (rôle non crédité)
- 2002 : Spy Girls (série télévisée) : L'actrice jouant Shane Phillips
- 2002 : La Vie avant tout (Strong Medicine) (série télévisée) : Vicky Lloyd
- 2002 : Voleurs de charme (Thieves) (série télévisée) : Roxanne
- 2003 : Wanda at Large (série télévisée) : Candy
- 2003-2004 : Les Feux de l'amour (The Young and the Restless) (série télévisée) : Vanessa Lerner
- 2003-2004 : Starhunter (série télévisée) : Callista Larkadia
- 2004 : Les Parker (The Parkers) (série télévisée) : Tra-Say
- 2007 : Nobody (téléfilm) de Jeff Woolnough : Jessica
- 2007 : Las Vegas (série télévisée) : Regina Fairmont
- 2008 : Eleventh Hour (série télévisée) : Docteur Lisa Richards
- 2009 : NCIS : Los Angeles (série télévisée) : Gretchen Jenkins
- 2012 : True Blood (série télévisée) : Cat Ingerslev